# Norma GB

Logotipo GB

Os Normas Nacionais da República Popular da China (chinês: 中华人民共和国国家标准), codificados como GB, Norma GB, são os padrões emitidos pela Administração de Padronização da China sob a autorização do Artigo 10 da Lei de Padronização da República Popular da China.
De acordo com o Artigo 2, os padrões nacionais são divididos em padrões nacionais obrigatórios e padrões nacionais recomendados. Os padrões nacionais obrigatórios têm o prefixo "GB". Os padrões nacionais recomendados têm o prefixo " GB/T ". Documentos técnicos de orientação são prefixados com "GB/Z", mas não fazem parte legalmente do sistema padrão nacional.
Padrões nacionais obrigatórios são a base para os testes de produtos pelos quais os produtos devem passar durante a certificação do Certificado Compulsório da China (CCC ou 3C). Se não houver um padrão nacional obrigatório correspondente, o CCC não é necessário.

## Lista
Uma lista não exaustiva de Normas Nacionais da República Popular da China é apresentada a seguir, acompanhada de normas internacionais semelhantes da ISO, marcadas como idênticas (IDT), equivalentes (EQV) ou não equivalentes (NEQ). Cópias dos padrões (escritos em chinês simplificado) podem ser obtidas na loja virtual da SPC.
| Mandatory standards | Mandatory standards                                          | Mandatory standards |
| Número              | Equivalente a                                                | Título |
| ------------------- | ------------------------------------------------------------ | --- |
| GB 2099.1‐2008      |                                                              | Tomadas e tomadas de alimentação CA |
| GB 1002‐2008        |                                                              | Código técnico de segurança para lactentes e produtos têxteis Infantis                                                                           |
| GB 2312-1980        |                                                              | Código conjunto de caracteres gráficos chineses para intercâmbio de informações, conjunto primário; ver também GBK, uma extensão comum de GB2312 |
| GB 3100-1993        | EQV ISO 1000:1992                                            | Unidades SI e recomendações para a utilização dos seus múltiplos e de algumas outras unidades                                                    |
| GB 3101-1993        | EQV ISO 31-0:1992                                            | Princípios gerais relativos às quantidades, unidades e símbolos                                                                                  |
| GB 3259-1992        |                                                              | Regras de transliteração do alfabeto fonético Chinês sobre títulos de livros e periódicos em chinês                                              |
| GB 3304-1991        |                                                              | Nomes das nacionalidades da China na romanização com códigos                                                                                     |
| GB 5768-2009        |                                                              | Sinalização rodoviária e marcações |
| GB 6513-1986        |                                                              | Conjunto de caracteres para intercâmbio de informações bibliográficas sobre codificação matemática de caracteres                                 |
| GB 7714-1987        |                                                              | Regras descritivas para referências bibliográficas                                                                                               |
| GB 8045-1987        |                                                              | Conjuntos de caracteres gráficos codificados mongóis de 7 e 8 bits para intercâmbio de processamento de informações                              |
| GB 12050-1989       |                                                              | Processamento de informação – conjuntos de caracteres gráficos codificados para intercâmbio de informações Uighur                                |
| GB 12052-1989       |                                                              | Conjuntos de caracteres codificados por caracteres coreanos para intercâmbio de informações                                                      |
| GB 12200.1-1990     |                                                              | Processamento de informação em chinês-Vocabulário-Parte 1: termos fundamentais                                                                   |
| GB 13000-2010       | IDT ISO/IEC 10646:2003                                       | Tecnologia da informação – universal multiple-octet coded character set (UCS)                                                                    |
| GB 14887-2003       |                                                              | Semáforos rodoviários |
| GB 18030-2005       |                                                              | Tecnologia da informação-conjunto de caracteres codificados por ideogramas chineses para intercâmbio de informações-extensão do conjunto de base |
| GB 31701-2015       |                                                              | Código técnico de segurança para lactentes e produtos têxteis Infantis                                                                           |
| GB 500011-2001      |                                                              | Engenharia Civil-Código de projecto sísmico de edifícios                                                                                         |
| GB 50223-2008       |                                                              | Engenharia Civil – Norma de classificação da protecção sísmica de edifícios                                                                      |
| Normas recomendadas |                                                              | |
| Número              | Equivalente a                                                | Título |
| GB/T 148-1997       | NEQ ISO 216:1975                                             | Papel de escrita e certas classes de material impresso-tamanhos Aparados-Séries A E B                                                            |
| GB/T 1988-1998      | EQV ISO/IEC 646:1991                                         | Tecnologia da informação - conjunto de caracteres codificados de 7 bits para intercâmbio de informações                                          |
| GB/T 2311-2000      | IDT ISO/IEC 2022:1994                                        | Tecnologia da informação-estrutura do código de caracteres e técnicas de extensão                                                                |
| GB/T 2260-2007      |                                                              | Códigos pelas divisões administrativas da República Popular da China                                                                             |
| GB/T 2261-1980      | Nenhum mas similar a ISO 5218                                | Códigos para a distinção sexual dos seres humanos                                                                                                |
| GB/T 2659-2000      | EQV ISO 3166-1:1997                                          | Códigos para a representação dos nomes dos países e regiões                                                                                      |
| GB/T 4880-1991      | EQV ISO 639:1988                                             | Códigos para a representação dos nomes de linguagens                                                                                             |
| GB/T 4880.2-2000    | EQV ISO 639-2:1998                                           | Códigos para a representação dos nomes de linguagens – Parte 2: Código Alpha-3                                                                   |
| GB/T 4881-1985      |                                                              | código das língua chinesas |
| GB/T 5795-2002      | EQV ISO 2108:1992                                            | Numeração de livros padrão da China |
| GB/T 7408-1994      | EQV ISO 8601:1988                                            | Elementos de dados e formatos de Intercâmbio – intercâmbio de informações-representação de datas e tempos                                        |
| GB/T 7589-1987      |                                                              | Cdigo conjunto de ideogramas chineses para intercâmbio de informações - 2. o conjunto complementar                                               |
| GB/T 7590-1987      |                                                              | Código de conjunto de ideogramas chineses para intercâmbio de informações - 4. o conjunto complementar                                           |
| GB/T 12200.2-1994   |                                                              | Processamento de informação em chinês-Vocabulário-Parte 2: caracteres chineses e chinês                                                          |
| GB/T 12345-1990     |                                                              | Código de conjunto de caracteres gráficos chineses para intercâmbio de informações, conjunto complementar                                        |
| GB/T 12406-1996     | IDT ISO 4217:1990                                            | Códigos para a representação de moedas e fundos                                                                                                  |
| GB/T 13131-1991     |                                                              | Código conjunto de ideogramas chineses para intercâmbio de informações-3. O conjunto complementar                                                |
| GB/T 13132-1991     |                                                              | Código conjunto de ideogramas chineses para intercâmbio de informações-5. o conjunto complementar                                                |
| GB/T 13134-1991     |                                                              | Conjunto de caracteres codificados Yi para intercâmbio de informações                                                                            |
| GB/T 15273          | IDT ISO/IEC 8859                                             | Processamento de informação-conjuntos de caracteres gráficos codificados por byte único de 8 bits                                                |
| GB/T 15834-2011     |                                                              | Utilização de sinais de pontuação |
| GB/T 15835-1995     |                                                              | Regras gerais para escrever numerais em publicações                                                                                              |
| GB/T 16159-2012     |                                                              | Regras básicas para Hanyu Pinyin Ortografia |
| GB/T 16831-1997     | IDT ISO 6709:1983                                            | Representação padrão representando a latitude, longitude e altitude para ponto geográficos em locais                                             |
| GB/T 17742-1999     |                                                              | Escala de intensidade sísmica da China, ou lieu                                                                                                  |
| GB/T 18487-2015     | EQV IEC 61851                                                | Sistemas de carregamento para veículos elétricos:                                                                                                |
| GB/T 19000-2000     | IDT ISO 9000:2000                                            | Sistemas de gestão da qualidade-fundamentos e vocabulário                                                                                        |
| GB/T 20234-2015     | EQV IEC 62196 & SAE J1772                                    | Dispositivos de ligação para carregamento condutor de veículos eléctricos:                                                                       |
| GB/T 20542-2006     |                                                              | Extensão de conjunto de caracteres codificados tibetanos A                                                                                       |
| GB/T 24001-1996     | IDT ISO 14001:1996                                           | Sistemas de gestão ambiental-especificação com orientação para utilização                                                                        |
| GB/T 22238-2008     |                                                              | Extensão do conjunto de caracteres codificados tibetanos B                                                                                       |
| GB/T 27930-2015     | EQV ISO 15118 & SAE J1772, baseado em SAE J1939 para bus CAN | Protocolo de comunicação entre o carregador condutor de bordo e o sistema de gestão de baterias para veículos eléctricos                         |
| GB/T 32960-2016     |                                                              | Especificação técnica do sistema de assistência e gestão à distância para veículos eléctricos                                                    |
| GB/T 33661-2017     |                                                              | Cálculo e promulgação do Calendário chinês |

Mudanças são feitas com frequência dentro do sistema regulatório dos Chineses GB Standards. Novos padrões são lançados, padrões existentes são alterados ou atualizados.